# Палладийтрииттербий
Палладийтрииттербий — бинарное неорганическое соединение
палладия и иттербия
с формулой Yb3Pd,
кристаллы.

## Получение
- Сплавление стехиометрических количеств чистых веществ:

{\displaystyle {\mathsf {Pd+3Yb\ {\xrightarrow {670^{o}C}}\ Yb_{3}Pd}}}

## Физические свойства
Палладийтрииттербий образует кристаллы
ромбической сингонии,
пространственная группа P nma,
параметры ячейки a = 0,7664 нм, b = 0,9678 нм, c = 0,6500 нм, Z = 4,
структура типа карбид трижелеза Fe3C
.
Соединение образуется по перитектической реакции при температуре 670°C.